# Noble Johnson
Mark Noble (18 de abril de 1881-9 de enero de 1978), conocido como Noble Johnson, fue un actor y productor de cine estadounidense. Apareció en películas como La momia, The Most Dangerous Game, King Kong y El hijo de Kong.

## Biografía
Johnson nació el 18 de abril de 1881 en Marshall, Missouri. Johnson, y de adulto tenía la constitución de un toro. Con sus casi dos metros de estatura y sus cien kilos de peso, su impresionante físico y sus atractivas facciones hicieron de él un actor de carácter especializado en pequeños papeles de secundario. En la era del cine mudo, ensayó una amplia variedad de personajes de diferentes razas en una gran cantidad de películas, principalmente seriales, westerns y películas de aventuras. Aunque apareció en muchas películas interpretando a negros, también interpretó a latinos, nativos americanos y personajes "exóticos" como árabes o incluso un demonio en el infierno en Dante's Inferno (1935): la vieja película ortocromática en blanco y negro, el material utilizado para rodar en los primeros días del cine, no discriminaba demasiado bien el color de una persona ni las acciones en general, lo que permitió a algunos actores afroamericanos un descanso.
Johnson también fue un emprendedor. En 1916 fundó su propio estudio para producir lo que se llamaría "películas de carreras" hechas para una audiencia, la afroamericana, que permanecía completamente ignorada por la industria cinematográfica "mainstream". La Lincoln Motion Picture Co., que existió hasta 1921, era una compañía completamente negra, la primera en producir películas que retrataban a los afroamericanos como personas reales en lugar de caricaturas racistas (Johnson fue seguido en el negocio cinematográfico por Oscar Micheaux y otros). Johnson, que se desempeñó como presidente de la compañía y fue su principal activo como actor estrella, ayudó a apoyar el estudio actuando en producciones de otras compañías como 20,000 Leagues Under the Sea (1916) y utilizando el dinero que ganó en esas películas para invertirlo en Lincoln.
La primera película de Lincoln fue La realización de la ambición de un negro (1916). Durante cuatro años, Johnson logró mantener en marcha la productora Lincoln, principalmente gracias a su extraordinario compromiso con el cine afroamericano. Sin embargo, renunció a regañadientes como presidente en 1920, ya que no podía continuar su doble vida de negocios, manteniendo una carrera exigente en películas de Hollywood mientras intentaba dirigir un estudio.
En la década de 1920, Johnson fue un actor de carácter muy ocupado, apareciendo en películas de primera fila como The Four Horsemen of the Apocalypse (1921) con Rodolfo Valentino, Los diez mandamientos de Cecil B. DeMille (1923) y The Thief of Bagdad (1924). Hizo la transición al sonido, apareciendo en la versión de 1930 de Moby Dick como Qeequog junto al capitán Ahab interpretado por John Barrymore. También fue el líder tribal en Skull Island en el clásico King Kong (1933) (y su secuela The Son of Kong en 1933)) y apareció en el clásico de Frank Capra Lost Horizons (1937) como uno de los porteros. Una de sus últimas películas fue el clásico de John Ford She Wore a Yellow Ribbon (1949), donde interpretó al jefe indio Red Shirt. Se retiró de la industria del cine en 1950.
Johnson murió el 9 de enero de 1978 en Yucaipa (San Bernardino), California, a la edad de 96 años. Está enterrado en el Parque Memorial del Valle Eterno en Newhall, California. Fue uno de los actores afroamericanos más veteranos de la historia.
- Datos: Q1308273
- Multimedia: Noble Johnson / Q1308273